# Ugoda w Jarosławcu

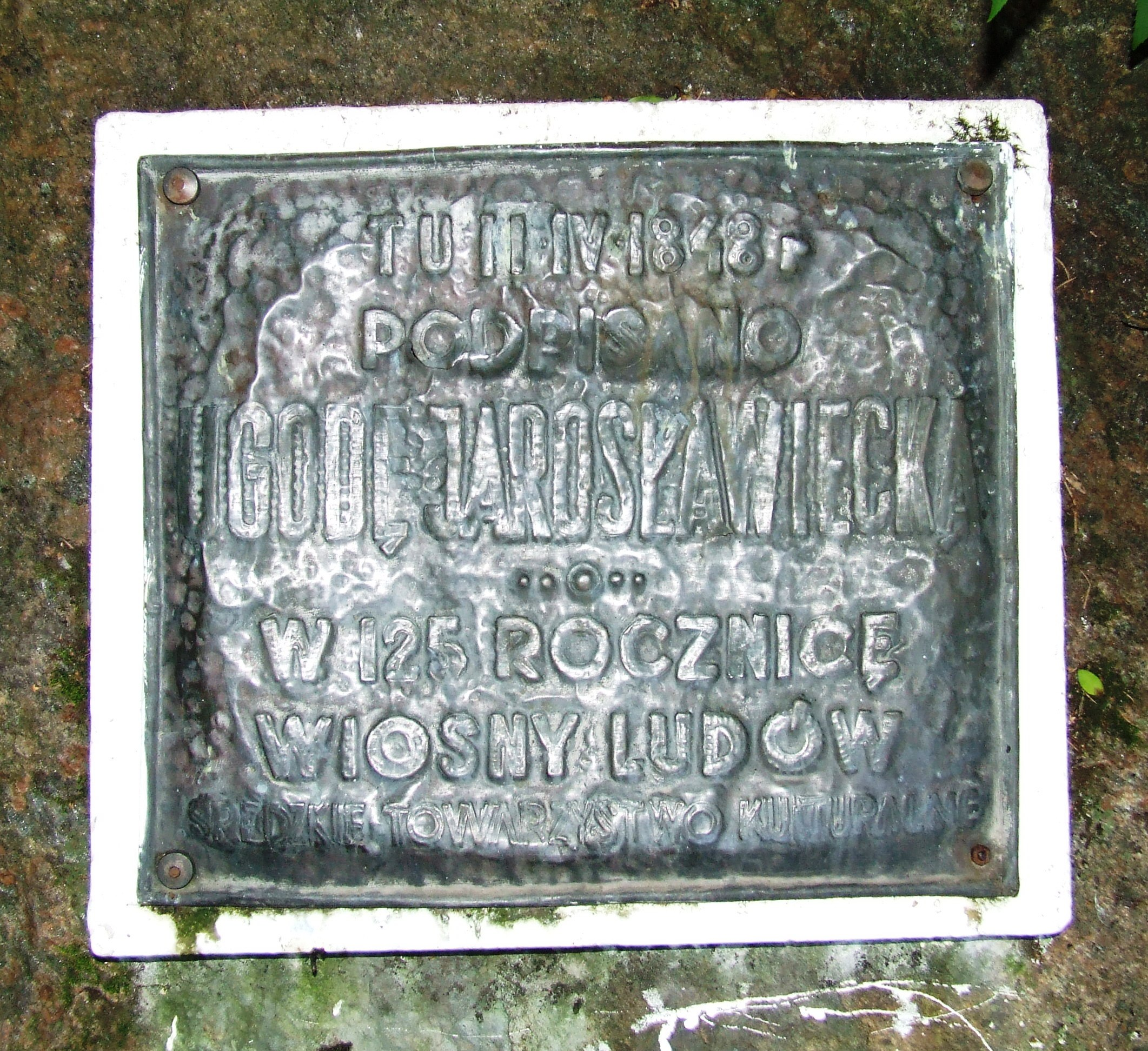
Tablica pamiątkowa

Ugoda w Jarosławcu – ugoda między przedstawicielami władz pruskich a Komitetem Narodowym, podpisana 11 kwietnia 1848, w czasie trwania powstania wielkopolskiego, w czasie Wiosny Ludów, podpisana w Jarosławcu koło Środy Wielkopolskiej.

## Postanowienia
Zakładała ona udzielenie autonomii części Wielkiego Księstwa Poznańskiego (od czasów powstania listopadowego trwała tam bowiem germanizacja) w zamian za rozwiązanie większości oddziałów powstańczych.

## Losy powstania po ugodzie
Ugoda została przyjęta przez kosynierów jako zdrada (bowiem to oddziały kosynierów miały przede wszystkim ulec demilitaryzacji). Ostatecznie, Prusy nie dotrzymały obietnicy i przystąpiły do samodzielnej likwidacji sił powstańczych. Polacy podjęli walkę, wygrywając bitwy pod Miłosławiem i Sokołowem, jednak siła powstania słabła z czasem. Ostatecznie, 9 maja 1848 roku powstańcy podpisali kapitulację.

## Treść ugody
(pisownia oryginalna)

Konwencya Jarosławiecka.
Jarosławiec, dnia 11 kwietnia 1848.
Umówiona konwencya w sposób następujący wykonaną zostanie:
1. Ludzie  do pierwszej klasy należący, jako do służby niezdatni zostaną dziś zaraz to jest 11go, w Środzie podług powiatów zebrani i przez zaufanych przewodników do domu odprowadzeni; kosy i broń wszelką zabiorą ze sobą na wozach.
2. Landwerzyści zbiorą się w dniu następnym i do kwater swoich sztabów odprowadzeni zostaną, jeżeli jenerał komenderujący nie dozwoli im udać się wprost do domów.
3. Żaden rekrut z Księstwa Poznańskiego nie będzie wyprowadzony z tej prowincyi, ani też żaden obcy do takowej wprowadzony.
4. Ludzie do tej klasy należący jako do służby zdolni i ochotnicy, zostają zebrani dopotąd, dopóki się nie rozstrzygnie w jaki sposób mają być wcieleni do dywizyi poznańskiej. Zbory te jednak tylko w następujących miejscach pozostać mogą: we Wrześni, Książu, Pleszewie i Miłosławiu. Każdy z tych garnizonów obejmować ma nie więcej jak 600 piechoty w jednym batalionie i 120 konnych w jednym szwadronie, dopóki nie nadejdzie chwila wcielenia tych batalionów i szwadronów do dywizyi poznańskiej. Siły te żywione będą dobrowolnemi ofiarami obywateli i do rekwizycji prawa nie mają; - dozór główny nad nimi posiadać będzie wyższy oficer pruski. Oddziały zbrojne zebrane na innych miejscach opuszczą je w przeciągu dni trzech i ściągną się do czterech głównych garnizonów w sposób wyżej opisany. Przeto Środa w trzech dniach opuszczoną być musi, a ochotnicy tego obozu przeniosą się do Miłosławia o czem jenerał Willisen doniesie komenderującemu jenerałowi 13 kwietnia. Żaden wojskowy, ani landwerzysta, jako takowy pociągnięty nie będzie do odpowiedzialności. Cudzoziemcom (emigrantom z zaboru rosyjskiego) zapewnia się, iż wydani nie będą. Środki powyższe nie będą przeszkadzać komisyi reorganizacyjnej w osadzaniu władz, tak iżby cały mechanizm rządowy mógł wejść natychmiast w obieg bez żadnej zwady. Wszelka własność prywatna nie dobrowolnie ustąpiona, zwróconą lub zapłaconą być musi. Skoro tylko warunki te przez Polaków dopełnione zostaną, ruchy wojska pruskiego wstrzymane będą. Moment rozpoczęcia tych środków poczyna się dzisiaj 11go w Środzie, we Wrześni 12go, w Książu 13go, w Pleszewie 15 b.m., na dokonanie zaś zostawia się wszędzie dni trzy.

Podpisano:
Pełnomocnik komisarz królewski: jenerał Willisen.
Z polecenia komitetu narodowego: K. Libelt, W. Stefański